# 1. FC Herzogenaurach
Der 1. FC Herzogenaurach 1916 e. V. ist ein Fußballverein aus der mittelfränkischen Stadt Herzogenaurach.

## Geschichte
Der Verein wurde am 1. Mai 1916 gegründet. Den ersten größeren Erfolg feierte man im Jahr 1954, als man mit einem 4:2-SIeg gegen den südbayerischen Vertreter aus Gersthofen in Weißenburg Bayerischer Pokalsieger wurde. Unterstützt vom örtlichen Sportartikelhersteller Puma und dessen Besitzer Rudolf Dassler spielte der Verein zwischen 1970 und 1981 insgesamt sieben Jahre lang in der Bayernliga. 1975 qualifizierte er sich für die erste Hauptrunde im DFB-Pokal, wo man beim Bremer Verbandsligisten SGO Bremen mit 1:5 unterlag. Nach langsamem sportlichem Niedergang spielte der Verein bis 2016 in der Kreisliga, ehe der Aufstieg in die Bezirksliga und 2018 in die Landesliga erfolgte.
Bekanntester Spieler aus den Reihen des Vereins ist der deutsche Rekordnationalspieler Lothar Matthäus, dessen Vater bei Puma arbeitete. Lothar Matthäus ist zudem Ehrenspielführer seines Heimatvereins.

## Erfolge

### Meisterschaften
- Landesliga Mitte
  - Meister: (3) 1970, 1977, 1979
  - Vizemeister: 1975

### Pokalwettbewerbe
- Bayerischer Pokal
  - Sieger: 1954
- Mittelfränkischer Pokal:
  - Sieger: 1975

### Teilnahmen
- Bayernliga (III)
  - 1970/71–1973/74, 1977/78, 1979/80, 1980/81
- DFB-Pokal
  - 1. Hauptrunde: 1975/76

## Spieler
- Thomas Adler
- Lothar Matthäus
- Gerry Neef
- Pascal Köpke
- Walter Rauh
- Baptist Reinmann
- Ferdinand Wenauer
- Josef Zenger
- Franz Zimmert

## Trainer
- Franz Brungs
- Herbert Erhardt
- Adolf Knoll
- Hans Nowak
- Dieter Nüssing
- Franciszek Smuda
- Heinrich Stuhlfauth
- Jenő Vincze (1975)